# Campanha presidencial de Luiz Felipe d'Avila em 2022
A campanha presidencial de Luiz Felipe d'Avila em 2022 foi oficializada em 30 de julho de 2022, tendo Tiago Mitraud como candidato à vice-presidente.

## Pré-candidatura
A indicação ocorreu no dia 2 de abril de 2022 na sede da Federação do Comércio em São Paulo.

## Planos
Felipe d'Avila no meio ambiente coloca como meta acabar com o desmatamento no Brasil até 2030, também estipula a recuperação de três milhões de hectares; na economia promete reduzir impostos, diminuir a burocracia, pagar créditos aos exportadores, seguir às regras da OCDE, acabar com as reservas de mercado, modernizar a CLT e priorizar acordos internacionais; em relação as mudanças na estrutura de estado defende que os municípios e estados tenham maior autonomia construindo suas políticas públicas de acordo com o contexto local; no combate a fome promete erradicar o problema alimentar em quatro anos e estimulará as pessoas mais pobres à empreender; na educação fazer com que o Brasil esteja entre as 20 melhores educações do mundo em sete anos; na saúde quer estimular a parceria entre o SUS e a iniciativa privada, além de melhorar a qualificação dos profissionais de saúde; no combate à corrupção e segurança pública promete agir contra o crime organizado, dar autonomia para a Polícia Federal, acabar com o foro privilegiado, endurecer a execução penal, ter metas para esclarecer crimes e trabalhar para ocorrer prisão em segunda instância; ainda promete recuperar o prestígio do Brasil internacionalmente, priorizando o acordo Mercosul com a União Europeia e extinguir o Fundo Eleitoral.

## Candidatos
Os seguintes políticos anunciaram suas candidaturas. Os partidos políticos tiveram até 15 de agosto de 2022 para registrar formalmente os seus candidatos.
| Partido Novo                  |                                                                            |
|                               |                                                                            |
| Felipe D'Ávila                | Tiago Mitraud                                                              |
|                               |                                                                            |
| para presidente               | para vice-presidente                                                       |
| Escritor e cientista político | Deputado Federal por São Paulo de 1º de fevereiro de 2019 até a atualidade |
| [ 1 ] [ 5 ]                   |                                                                            |

## Resultado da eleição

### Eleições presidenciais
| Ano de eleição | Candidato      | Primeiro turno      | Primeiro turno      | Segundo turno       | Segundo turno       |
| Ano de eleição | Candidato      | # do total de votos | % do total de votos | # do total de votos | % do total de votos |
| -------------- | -------------- | ------------------- | ------------------- | ------------------- | ------------------- |
| 2022           | Felipe d'Avila | 559.708             | 0,47%               | Não concorreu       | Não concorreu       |